# جوش أشبي
جوش أشبي (بالإنجليزية: Josh Ashby)‏ هو لاعب كرة قدم بريطاني، ولد في 3 مايو 1996 في أكسفورد في المملكة المتحدة. لعب مع أكسفورد يونايتد.

## وصلات خارجية
- جوش أشبي على موقع قاعدة بيانات كرة القدم.إي يو (الإنجليزية)
- جوش أشبي على موقع Soccerbase.com (لاعب) (الإنجليزية)
- جوش أشبي على موقع Soccerway.com (الإنجليزية)